# Тиси
Тѝси (на италиански и на сардински: Tissi) е малко градче и община в Южна Италия, провинция Сасари, автономен регион и остров Сардиния. Разположено е на 250 m надморска височина. Населението на общината е 2300 души (към 2010 г.).